# 半月堂站
半月堂站（：／ Banwoldang yeok */?）是大邱地鐵1號線與大邱地鐵2號線沿線交會的一座轉乘車站，位於韓國大邱廣域市中區德山洞，韓語副站名為「愛必整形外科」（에필성형외과）。

## 車站結構
1號線站體為2面2線的側式月台，2號線站體則是1面2線的島式月台，兩條線路皆有裝設月台幕門。
本站是韓國出口總數最多的地鐵車站，共多達23處；鄰近1號線站體的車站出口為編號1～3及23號出口，4～22號出口則與2號線站體較為接近。

### 1號線月台

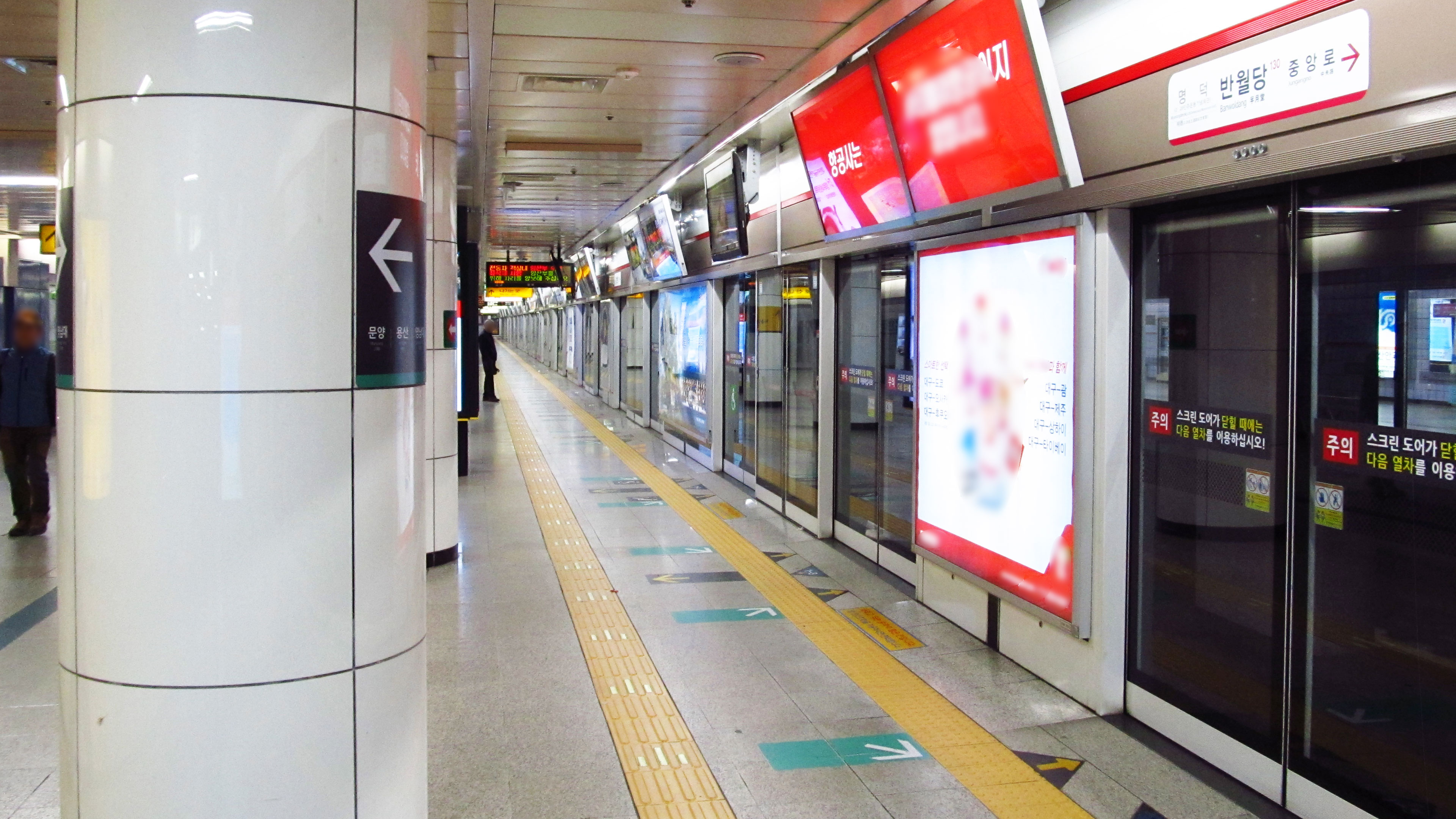
1號線候車月台

| 明德 ↑   |
| \| 上    |
| ↓ 中央路 |

| 月台 | 路線               | 目的地                         |
| ---- | ------------------ | ------------------------------ |
| 上行 | ●大邱都市铁道1号线 | 明德、西部客運站、舌化椧谷方向 |
| 下行 | ●大邱都市铁道1号线 | 中央路、東大邱站、安心方向     |

### 2號線月台

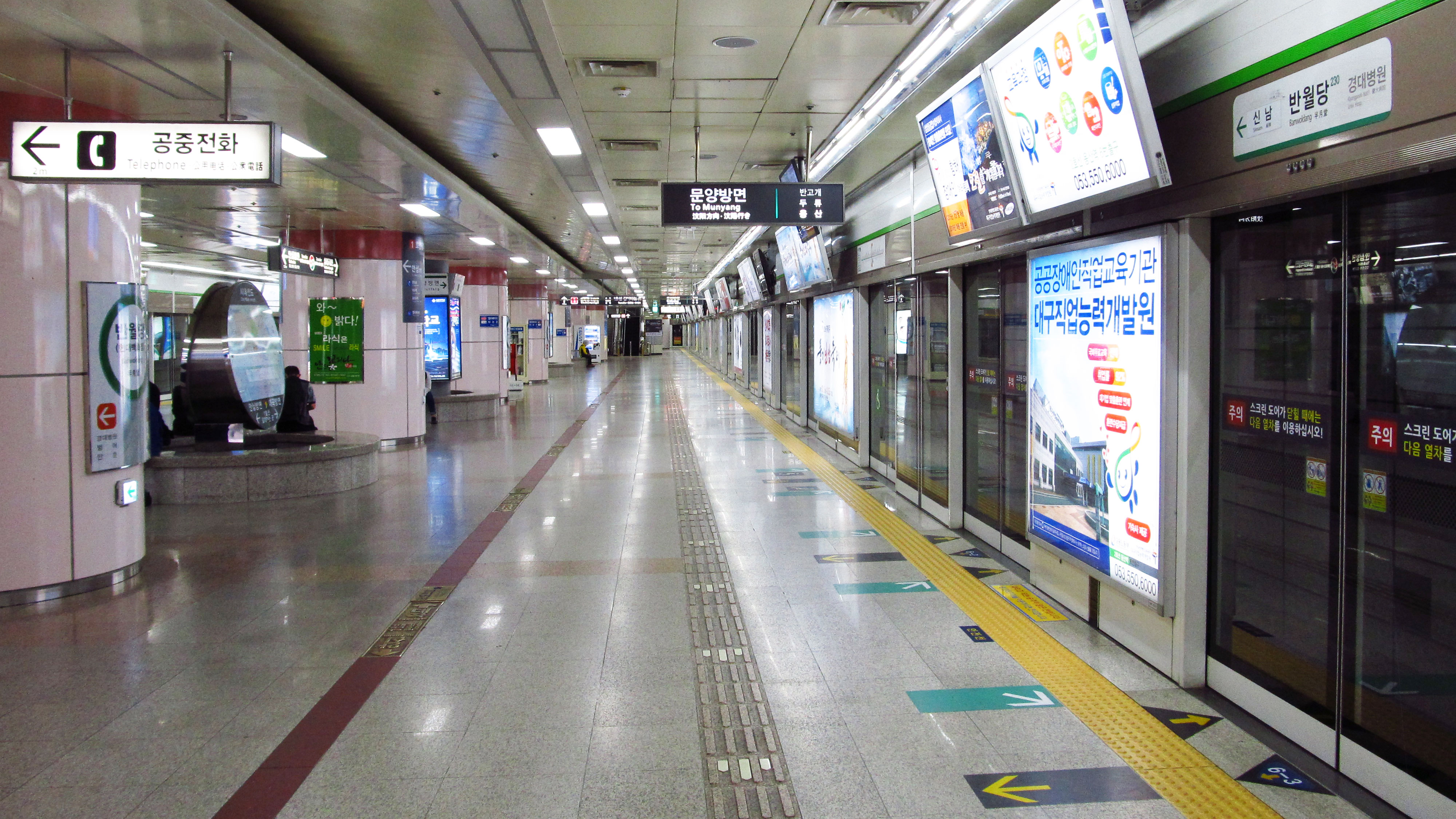
2號線候車月台

| 青蘿坡 ↑   |
| 下 上 \|   |
| ↓ 慶大醫院 |

| 月台 | 路線               | 目的地                 |
| ---- | ------------------ | ---------------------- |
| 上行 | ●大邱都市鐵道2號線 | 頭流、龍山、汶陽方向   |
| 下行 | ●大邱都市鐵道2號線 | 泛魚、沙月、嶺南大方向 |

## 历史
- 1997年11月26日：落成啟用。
- 2003年2月18日：因大邱地铁纵火案而关闭。
- 2003年10月21日：重新开放。
- 2005年10月18日：2號線站體開通。

## 车站周边
- 觀德亭殉教紀念館
- 金融決濟院（朝鲜语：금융결제원）
- 國民年金公團
- 每日新聞（朝鲜语：매일신문）報社
- 南門市場
- 南門治安中心
- 南山1洞派出所
- 中央派出所
- 大邱市東部教育廳
- 大邱中部警察署
- 現代百貨大邱店
- 大邱百貨總店
- 大邱銀行半月堂分行
- 婭西胡同
- 藥廛胡同
- 半月堂站地下街
- 大邱鄉校
- 鳳山文化會館
- 永豐文庫半月堂店
- 桂山聖堂
- 大邱天主教和平廣播

## 相鄰車站
大邱都市鐵道公社
●大邱都市铁道1号线
明德（129）－半月堂（130）－中央路（131）
●大邱都市鐵道2號線
青蘿坡（229）－半月堂（230）－慶大醫院（231）